# Порт Котону
Порт Котону — морський порт у прибережному місті Котону, Бенін. Найбільший порт країни. Управляється Автономним портом Котону. На додаток до поставок до Беніну, велика частина транспортування товарів йде до країн, що не мають виходу до моря, а саме Нігеру та Буркіна-Фасо, а також для Нігерії та Чаду. Бюджет штату Бенін фінансує приблизно на 75 відсотків за рахунок податкових надходжень, з яких близько 45 відсотків припадає на митні. Порт Котону генерує близько 80 відсотків цих митних надходжень. Це означає, що порт Котону забезпечує понад чверть національного бюджету Беніну.

## Розташування
Порт розташований на крайньому півдні Беніну в Гвінейській затоці або в Бенінській затоці Атлантичного океану. Котону з'єднаний з сусідніми країнами міжнародними магістральними дорогами, якими транспортуються товари. Міська вантажна база знаходиться в 750 метрах на північ від порту.